# USS LST-1092
O USS LST-1092 foi um navio de guerra norte-americano da classe LST que operou durante a Segunda Guerra Mundial.